# Alois von Reding
Josef Fridolin Vinzenz Aloys Reding von Biberegg (n. 6 martie 1765, Schwyz⁠(d), cantonul Schwyz, Elveția – d. 5 februarie 1818, Schwyz⁠(d), cantonul Schwyz, Elveția) a fost un militar și politician elvețian, cel mai bine cunoscut pentru că a condus o revoltă timpurie împotriva Republicii Helvetice și pentru că a luptat în Războaiele Napoleoniene.